# Chuya
La ciudad de Chuya es un asentamiento pre-inca ubicado en la cordillera de Lima, en la provincia de Huarochirí.

## Ubicación
Está situada en las cercanías del poblado de Chaclla, a casi 3500 metros de altura sobre el nivel del mar.

## Descripción
La ciudadela está ubicada en una montañita circular que tiene un diámetro de aproximadamente 600 metros. Hay muchas habitaciones en piedra que lastimosamente están en un estado de abandono. La ciudadela pertenece a la cultura Huanca y se piensa que fue habitada desde el 700 d. C. hasta el 1480 d. C.